# Madeleine Smith-Champion
Pour les articles homonymes, voir Smith et Champion (homonymie).
Madeleine Smith-Champion, épouse Champion, née le 18 novembre 1864 dans le 1er arrondissement de Paris et morte le 18 avril 1940 à Nogent-sur-Marne, est une artiste peintre française, mécène et philanthrope.

## Biographie

### Enfance

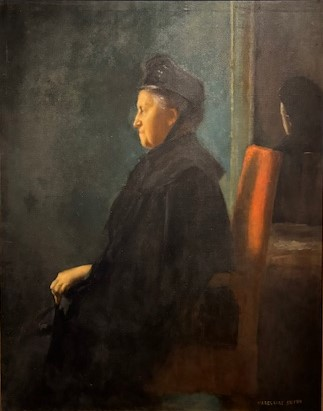
Portrait de ma mère (Léontine Smith de profil) (Madeleine Smith, 1903, Fondation des Artistes, inv.180)

Madeleine Smith nait dans le 1er arrondissement de Paris le 18 novembre 1864. Sa sœur aînée Jeanne Smith est née le 18 avril 1857. Elle est la deuxième fille de Jules Joseph Adolphe Smith et d’Anne Léontine Lesouëf, (dite Léontine) mariés le 5 mai 1856. Ses deux parents sont issus de familles fortunées. Son père est greffier au tribunal civil de première instance du département de la Seine, fils d’une famille d’origine anglaise implantée en France depuis le milieu du xviiie siècle. Sa mère est originaire d’une famille aisée de négociants en métaux précieux. Léontine Lesouëf est la sœur cadette du bibliophile Auguste Lesouëf ; il donnera à ses nièces le goût des voyages et de la culture. La famille Smith est protestante, elle est liée au pasteur Wagner.
Dès 1881, à 15 ans, Madeleine Smith s’initie à la peinture, à partir de 1883, sa sœur Jeanne se tourne vers la photographie.

### Voyages
Jeanne et Madeleine Smith entreprennent très tôt, avec leur mère, des excursions en France et à l’étranger.
En 1870, afin de fuir la guerre franco-prussienne, Léontine Lesouëf quitte Paris et se réfugie avec ses deux filles à Dieppe. Elles voyagent ensuite jusqu’en 1871, à Rouen, à Poitiers et à Bordeaux.
En 1891, Madeleine Smith voyage en Russie, puis au Royaume-Uni en 1892.
Entre 1892 et 1893, Madeleine Smith voyage en Bretagne ; elle exécute de nombreux croquis pour des scènes de genre bretonnes exposées aux Salons de 1894 et 1895.
En 1897, elle effectue un voyage de plusieurs mois à Florence, avec sa sœur Jeanne et leur mère. Depuis Florence, Madeleine Smith reçoit les conseils de son professeur Jean-Jacques Henner pour visiter la ville.
La famille Smith se rend en Alsace en 1899 et en 1901, pour visiter le peintre Jean-Jacques Henner, dans sa ville natale de Bernwiller.
En 1913, Madeleine et Jeanne Smith, accompagnées par la peintre suisse Ottilie Roederstein, parcourent le Maroc et l’Algérie.
En 1929, Madeleine Smith, Jeanne Smith, Ottilie Roederstein et Elisabeth Winterhalter réalisent un circuit autour de la Méditerranée. Ensemble, elles découvrent Naples, Athènes, le Bosphore, Rhodes, Chypre, Canaa, Nazareth, Bethléem, Louxor, Assouan.

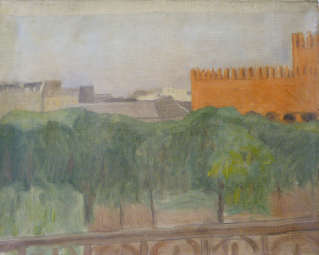
Vue de l'Institut d'Art et d'Archéologie depuis le balcon de la rue Michelet (Madeleine Smith, XIXe-XXe, Fondation des Artistes, inv.113)

### Lieux de vie

#### Rue Michelet, Paris
Le 4 rue Michelet est le principal lieu de vie de Madeleine Smith. Pendant son enfance, lorsque sa famille n’est pas dans son château de villégiature à Nogent-sur-Marne, c’est à Paris que les Smith-Lesouëf passent leur temps. Madeleine Smith y vit et y possède un atelier. Cet immeuble haussmannien de six étages donne sur le Jardin de l'Observatoire et sur l'Institut d'Art et d'Archéologie de la Sorbonne-Université. L'artiste représente dans une esquisse (Madeleine Smith, XIXe-XXe, Fondation des Artistes, inv. 113) cet édifice qu'elle voit depuis son appartement rue Michelet. Jeanne Smith fait aussi figurer l'immeuble du 4 rue Michelet dans deux de ses photos (Jeanne Smith, XIXe-XXe, Fondation des Artistes, P3-6r2 et P3-48r1).

#### Rue Charles VII,Nogent sur Marne

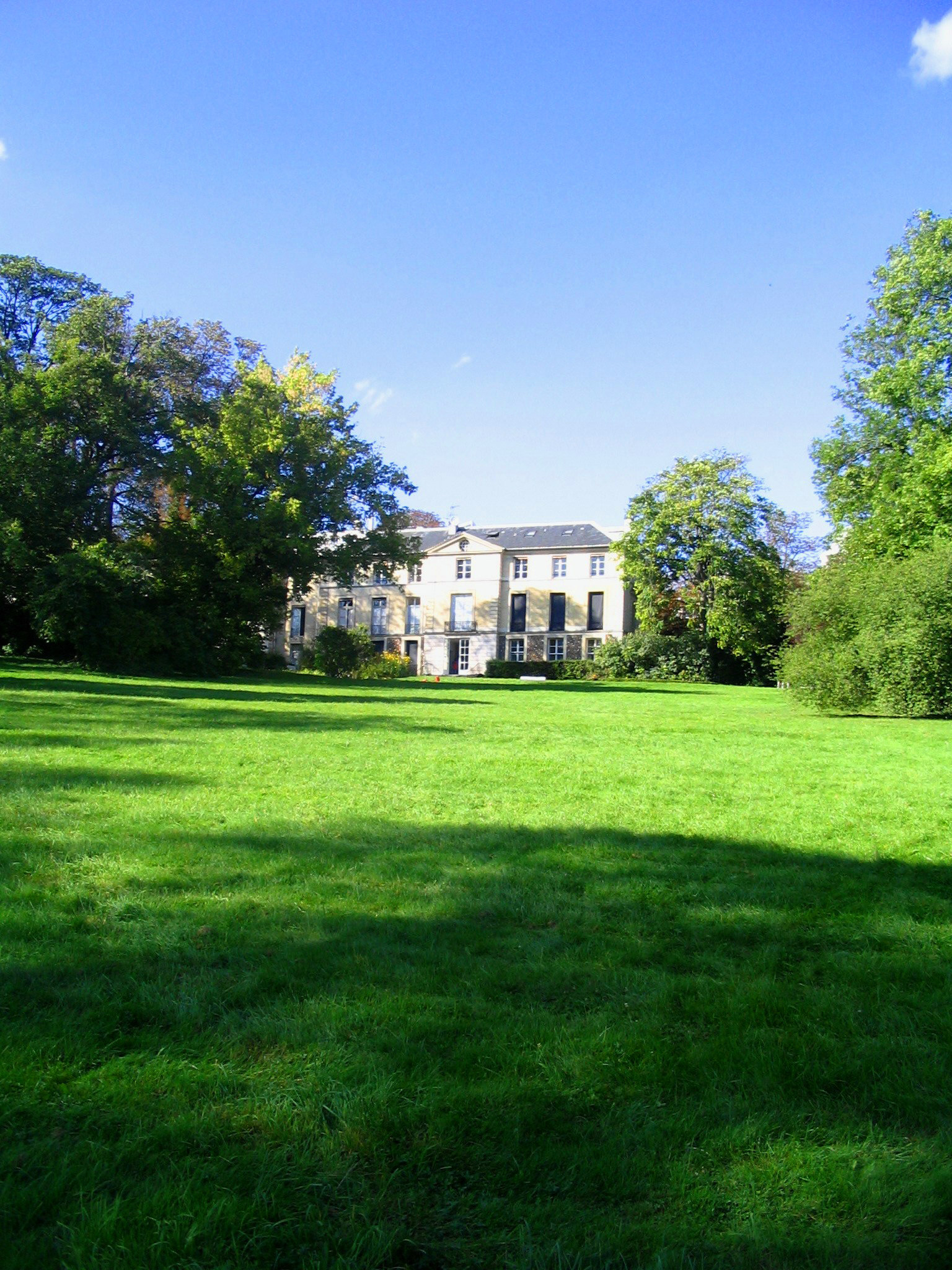
Château Smith-Champion, Nogent-sur-Marne.

En 1860, Jules Smith fait l’acquisition du domaine situé au 14 rue Charles VII à Nogent-sur-Marne. Le terrain comprend un château construit en 1690, entouré de 4 hectares de parc qu'il achète à des négociants. Il apporte des modifications au château en faisant construire le perron à double révolution menant sur le jardin. Dès 1861, il entreprend de grandes restaurations dans le parc en y ajoutant de nombreuses essences d'arbres et en modifiant les bassins déjà présents.
Après la mort de son époux, en 1894, Léontine Lesouëf achète le terrain situé au 16 rue Charles VII disposant d'un château construit aux alentours de 1630. Les deux châteaux du domaine sont réunis à partir de 1894 par un grand jardin à l'anglaise comprenant des fabriques, comme un pigeonnier ou encore une maison de vachers.
La famille Smith-Lesouëf ne cesse d’agrandir son terrain, atteignant en 1907 quarante-cinq hectares. Ils louent même jusqu’en 1906, le parc du Tremblay. Ce parc est source d'inspiration pour Madeleine Smith. Elle reproduira le parc et son château dans de nombreuses études mais aussi dans son autoportrait, Dans mon jardin (Madeleine Smith, 1927, Fondation des Artistes, inv. 204).
En 1907, le maire de Nogent-sur-Marne, Emile Brisson, veut créer un boulevard traversant le parc du château familial, le boulevard Blanchon. La famille Smith fait reconnaitre le parc comme lieu du décès d’Antoine Watteau. Le site est classé comme « Sites et monuments naturels à caractère artistique » grâce à la Loi Beauquier. En échange de ce classement, les sœurs s'engagent à léguer leur domaine à l'État. Le projet du boulevard Blanchon est abandonné en 1909.
Dès 1912, Jeanne Smith investit le 14 rue Charles VII tandis que Madeleine Smith et Pierre Champion s’installent au 16 de la même rue. Les deux châteaux Smith-Champion de Nogent-sur-Marne, sont pour la famille Smith-Lesouëf-Champion, à leur acquisition, des châteaux de villégiature qui deviendront les lieux de vie principaux après la mort de leur mère, Léontine Lesouëf, en 1912.

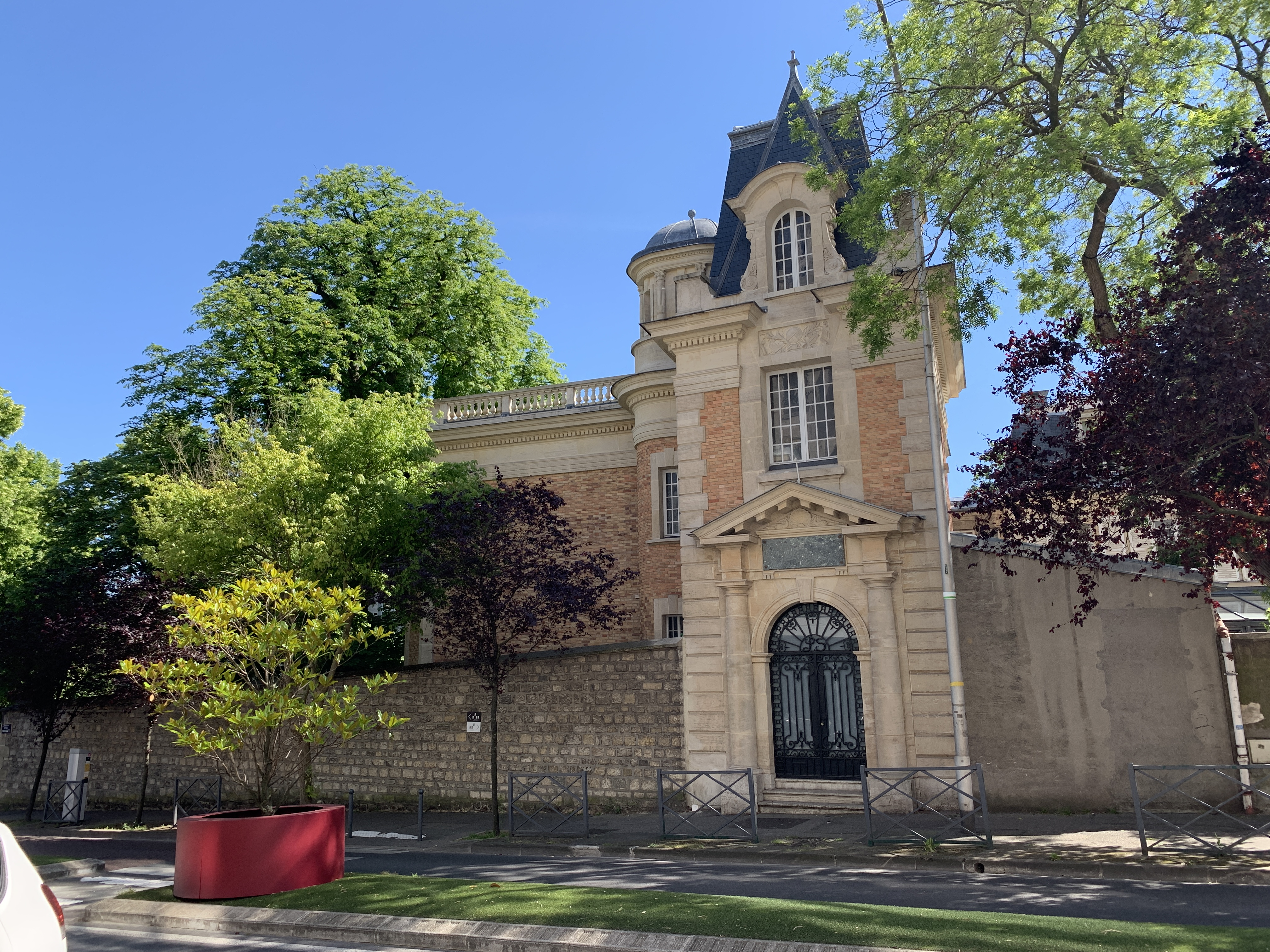
Façade de la bibliothèque Smith-Lesouëf, Nogent-sur-Marne.

En parallèle, Madeleine Smith concrétise le projet de construction d'une bibliothèque en l’honneur de son oncle, Auguste Lesouëf. Ce lieu permet de conserver et de partager avec le public les ouvrages et œuvres de la collection d’Auguste Lesouëf. Les deux sœurs Smith et Pierre Champion vont choisir de construire, à partir de 1913, avec l'aide de l’architecte Théodore Dauphin, un bâtiment dans le style néo-Louis XIII. Pendant la Première Guerre mondiale, Pierre Champion et Madeleine Smith communiquent sur ce projet par correspondance. Dans les années de pénuries dues à la guerre, Madeleine Smith récupère de nombreux matériaux dans des lieux parisiens en démolition. Elle sera avertie par des antiquaires du démantèlement de quelques monuments parisiens. C’est ainsi que l’on retrouve dans la bibliothèque les clôtures de chœur du couvent des Filles-de-l ’Assomption, rue Cambon. Le chantier se termine en 1917 et la bibliothèque accueille ses premiers visiteurs en 1919. La bibliothèque est reconnue en 2023 par le label Maison des Illustres, mettant à l'honneur Madeleine Smith pour son travail sur les collections de la Bibliothèque Smith-Lesouëf.

### Mariage
C'est après le décès d'Auguste Lesouëf, en 1905, que Madeleine Smith rencontre Pierre Champion. Historien, Pierre Champion est engagé, à la demande de son père, le libraire Honoré Champion, pour dresser le catalogue des manuscrits de la bibliothèque d'Auguste Lesouëf. Après la mort de son oncle, Madeleine Smith collabore avec Pierre Champion pour valoriser la collection de manuscrits grâce au projet de construction de la bibliothèque. Madeleine Smith épouse Pierre Champion le 19 décembre 1907 à Nogent-sur-Marne.

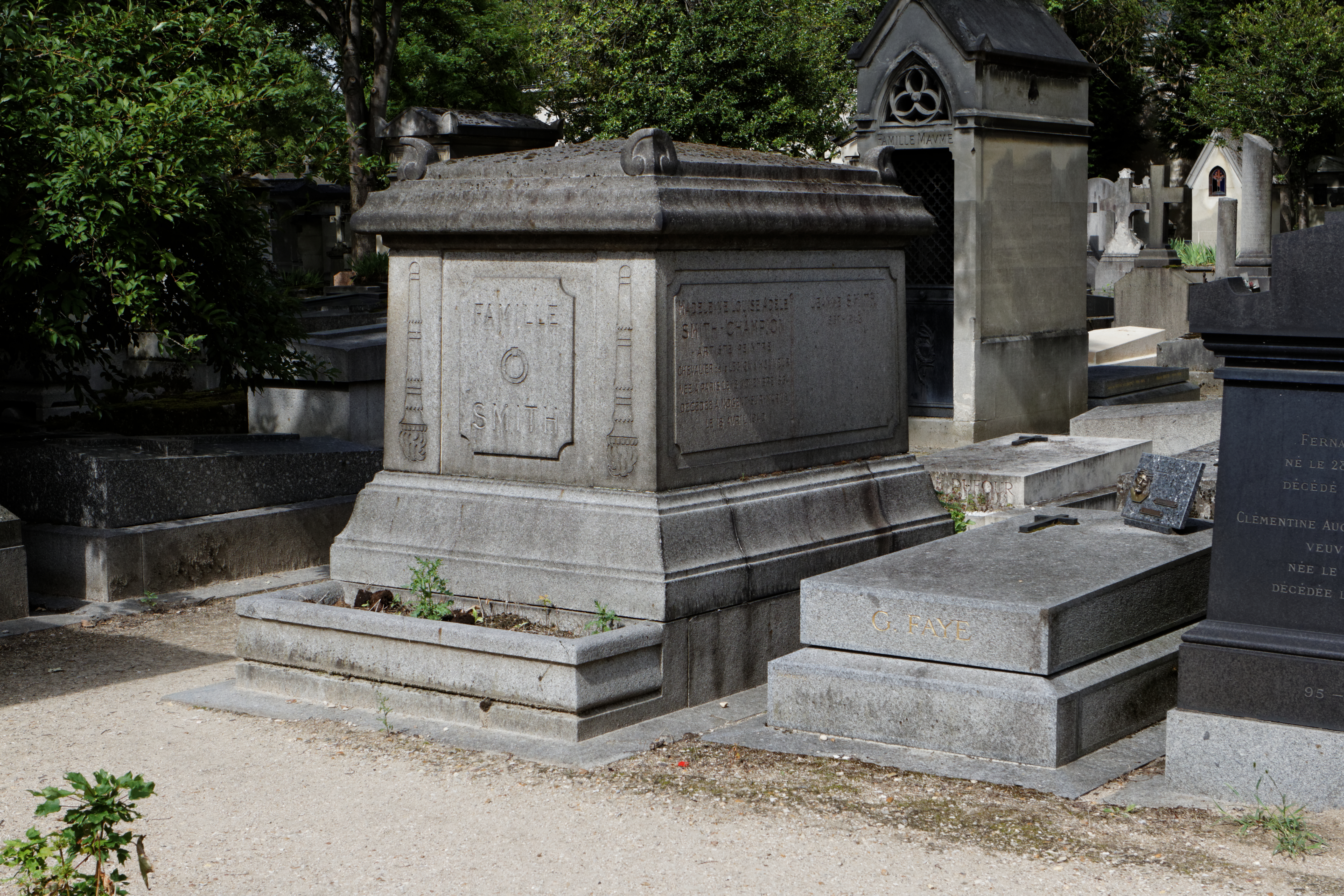
Tombe de Madeleine Smith au cimetière du Père Lachaise.

### Décès
Madeleine Smith meurt le 18 avril 1940 dans son domaine de Nogent-sur-Marne. Elle est inhumée au cimetière du Père Lachaise, dans le mausolée familial avec sa sœur et ses parents. Son époux, Pierre Champion est enterré au cimetière du Montparnasse avec son père, Honoré Champion, éditeur parisien et son frère Edouard Champion.

## Formation et carrière

### Maîtres et influences

#### Débuts
Ayant reçu une éducation bourgeoise, la pratique de la peinture a fait partie de l’enseignement de Madeleine Smith. C’est à l’âge de 15 ans qu’elle réalise son premier tableau. Sa pratique se professionnalise dès 1887 lorsqu’elle fait la connaissance de ses premiers professeurs : Charles-Edouard Elmerich et Ottilie Roederstein . Elle réalise principalement au début de sa carrière, des portraits ainsi que des scènes de genre. Sa pratique se diversifie à partir de 1895.
En 1889, deux de ses œuvres sont acceptées au Salon de la Société des artistes français, elle en devient sociétaire l’année suivante.

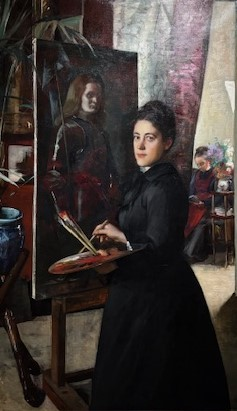
Madeleine Smith peignant Jeanne d'Arc (Ottilie Roederstein, 1890, Fondation des Artistes, inv. 170)

#### Ottilie Roederstein
La peintre suisse Ottilie Roederstein arrive à Paris en 1882. En 1885, elle rencontre dans un premier temps Jeanne Smith. En 1887, elle donne des leçons privées de peinture à Madeleine Smith. Cette dernière apprend grâce aux corrections et aux exercices de l'artistes suisse. Le premier mai 1889, Ottilie Roederstein et Madame Pestel, une artiste encore non identifiée aujourd'hui, sont présentées sur le livret du Salon comme étant les professeures de Madeleine Smith. La famille Smith est l'un des mécènes d'Ottilie Roederstein. Ils financent les projets et l'atelier de l'artiste.

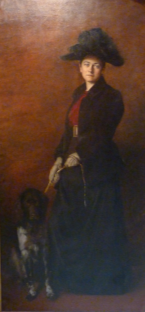
Portrait de Jeanne Smith avec son chien (Ottilie Roederstein, Fondation des Artistes, 1890, inv.191)

Ottilie Roederstein expose majoritairement en Allemagne et en France où elle présente nombreuses de ses œuvres au Salon des Artistes Français et au Salon de la Société Nationale des Beaux-Arts. Le style pictural de Roederstein est très évolutif. Elle réalise dans un premier temps des portraits naturalistes qui rencontrent un franc succès. Elle tire ensuite son inspiration du préraphaélisme, du japonisme et pour enfin proposer des œuvres modernistes à la fin de sa carrière.
Madeleine Smith et Ottilie Roederstein voient leur relation évoluer après le début des leçons de peinture. En effet, les deux peintres entretiennent une correspondance et réalisent de nombreux voyages, accompagnées par Jeanne Smith, elle aussi proche amie d’Ottilie Roederstein. Ensemble elles partent au Maghreb et réalisent un circuit autour de la Méditerranée. Roederstein réalise de nombreux portraits des sœurs (Ottilie Roederstein, 1887, Fondation des artistes, inv. 32, inv. 120 et inv. 191). Avant sa mort en 1937, Ottilie Roederstein assiste à l'Exposition Internationale des Arts et des Techniques, où elle loge chez les Smith. Ottilie Roederstein exécute aussi le une mise en abyme de la Jeanne d'Arc (Madeleine Smith, 1891, Fondation des Artistes, inv. 178), où elle représente Madeleine Smith à son chevalet, peignant sa Jeanne d'Arc (Ottilie Roederstein, 1890, Fondation des Artistes, inv. 170).

#### Jean-Jacques Henner
En 1890, Madeleine Smith fait la rencontre du peintre Jean-Jacques Henner que sa professeure, Ottilie Roederstein lui présente. À la suite d'une commande passée par sa mère en 1892, Madeleine Smith devient un modèle récurent pour les œuvres d'Henner. Madeleine Smith reçoit également des leçons individuelles du peintre, dans son atelier de la Place Pigalle. Il lui propose un enseignement complet, basé sur la pratique de la copie d’après les grands maîtres. Madeleine Smith s’y emploie très souvent au Louvre où elle copie des œuvres de Léonard de Vinci comme La Vierge aux rochers. Une des versions réalisées par Madeleine Smith se trouve actuellement dans l’église Saint-Saturnin de Nogent-sur-Marne. Henner et la famille Smith se fréquentent régulièrement à l’occasion de diners ou de promenades. Les Smith visitent Jean-Jacques Henner dans sa maison familiale de Bernwiller en 1899 et en 1901.
En 1900, la relation entre le peintre et son élève prend une tournure plus sentimentale. En effet, Madeleine Smith exprime sa passion pour son maître dans ses journaux intimes. En novembre 1900, leurs fiançailles sont déclarées à Saint-Germain-l’Auxerrois. Madeleine Smith lui promet de se convertir au catholicisme. Mais l'affection que Jean-Jacques Henner porte à Madeleine Smith semble diminuer au fil du tempset le mariage ne se fera pas. Jean-Jacques Henner meurt le 23 juillet 1905. Le 2 août 1905, quelques jours après la mort d'Henner, Madeleine Smith honore sa promesse de se convertir au catholicisme. Après la mort de Jean-Jacques Henner, Madeleine Smith réalise des dessins préparatoires pour son monument funéraire au cimetière de Montmartre. La tombe ne sera jamais réalisée.
Madeleine Smith s'inspire au début de sa carrière du style diffus d’Henner. Elle perpétue aussi la tradition des fonds bleus ou ocre et des contrastes entre la matière estompée et les cernes épais laissés visibles.

Portraits de Madeleine Smith par Jean-Jacques Henner encore conservés : 

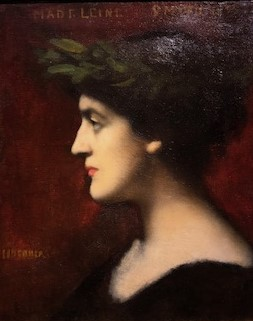
Portrait de Madeleine Smith de profil à la couronne de laurier (Jean-Jacques Henner, 1895, Fondation des Artistes, inv. 201)

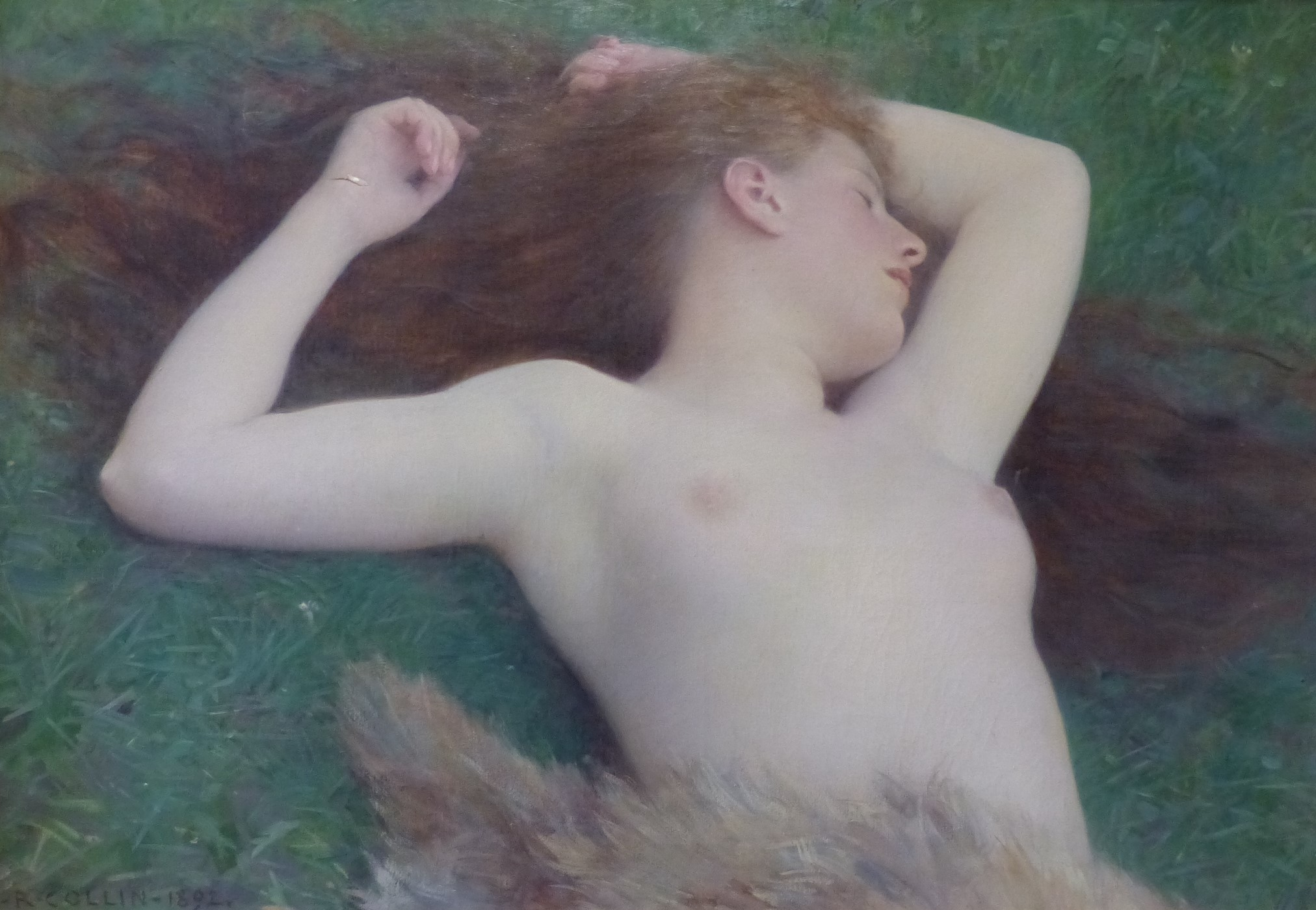
Le Sommeil (Raphaël Collin, 1873, Fondation des Artistes, inv. 0893)

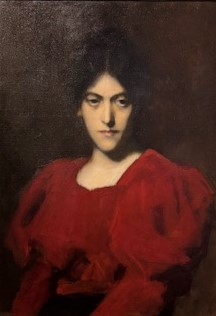
Portrait de Madeleine Smith au corsage rouge (Jean-Jacques Henner, 1898, Fondation des Artistes, inv. 124)
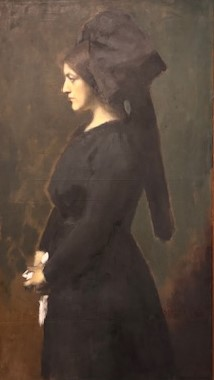
Portrait de Madeleine Smith en robe d’alsacienne noire, Jean-Jacques Henner, 1904, BNF, SL.079)
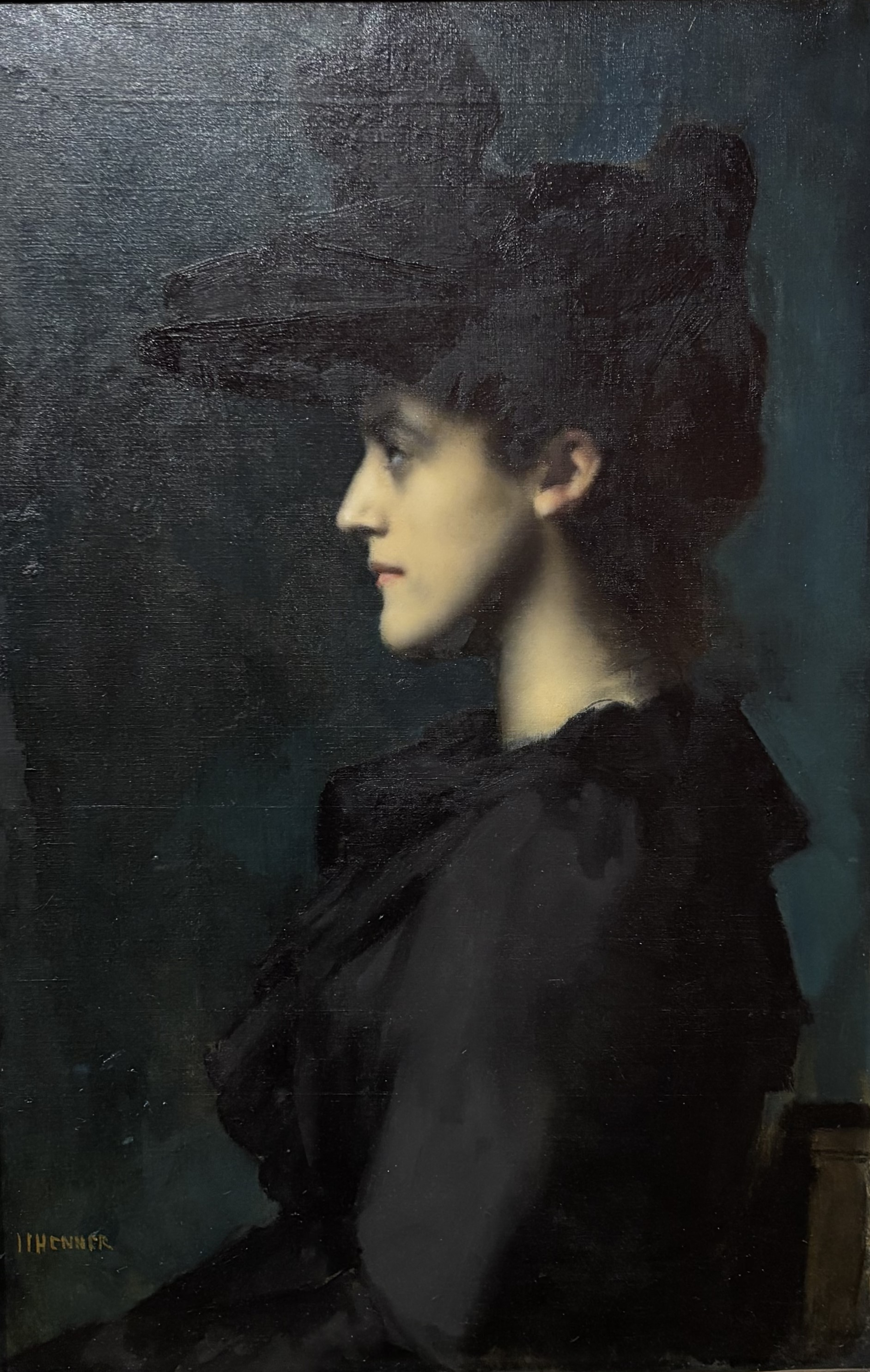
Portrait de Madeleine Smith (Jean-Jacques Henner, 1892-1893, BNF, SL.078)
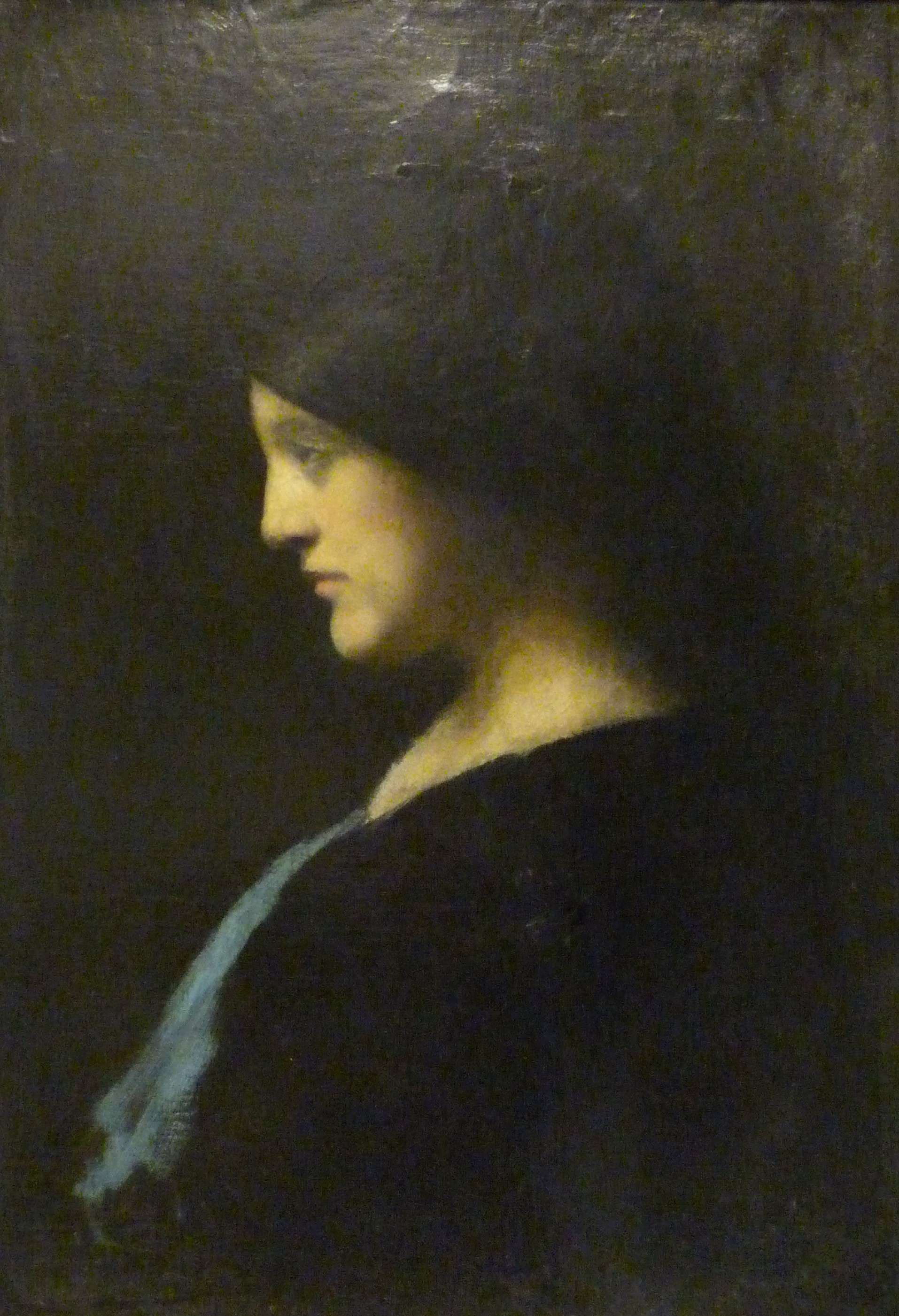
Madeleine en alsacienne de profil (Jean-Jacques Henner, 1901, Fondation des Artistes, inv.123)
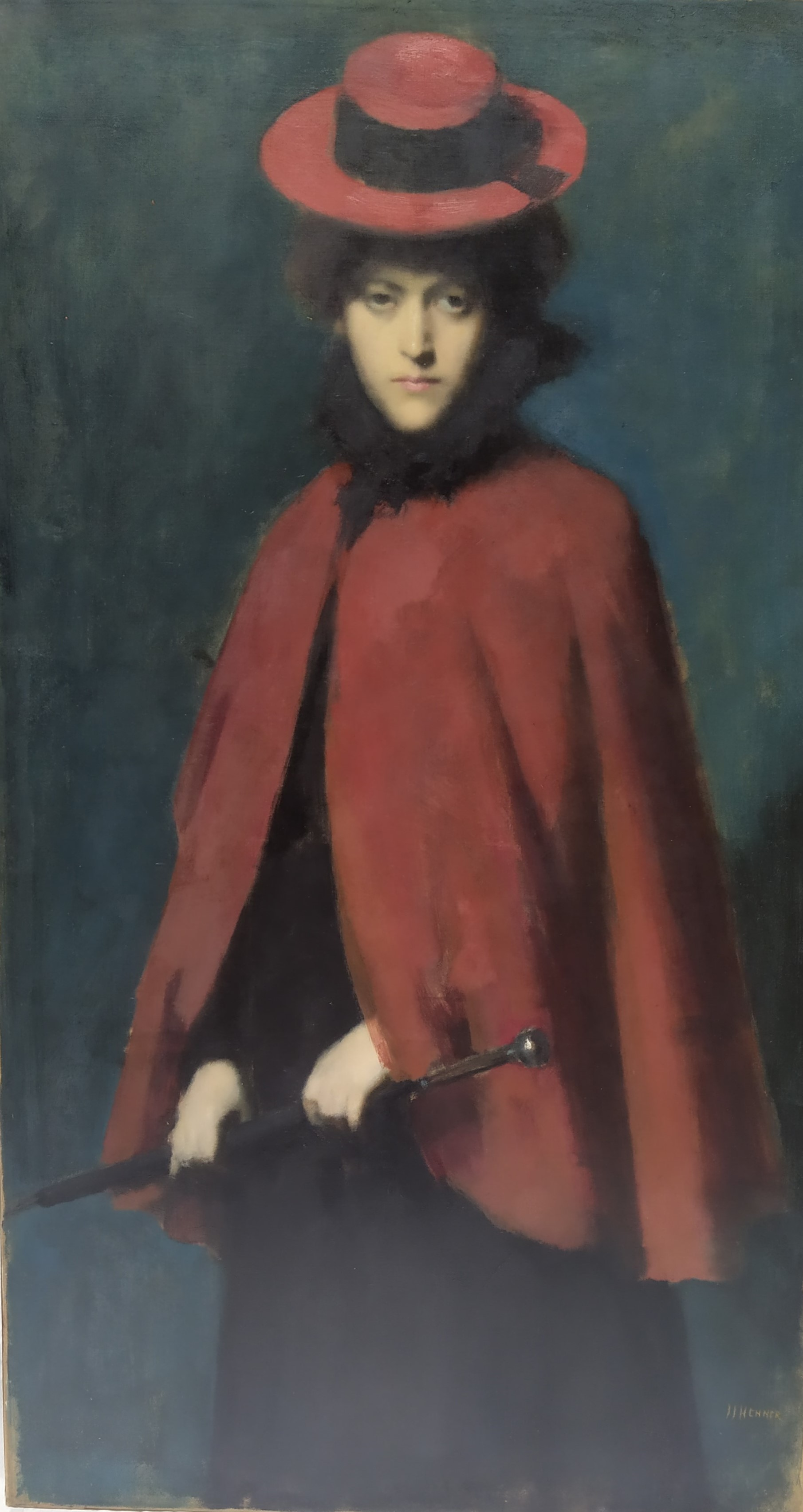
Portrait de Madeleine Smith portant une pèlerine rouge(Jean-Jacques Henner, 1899, BNF, SL.162)

#### Raphaël Collin

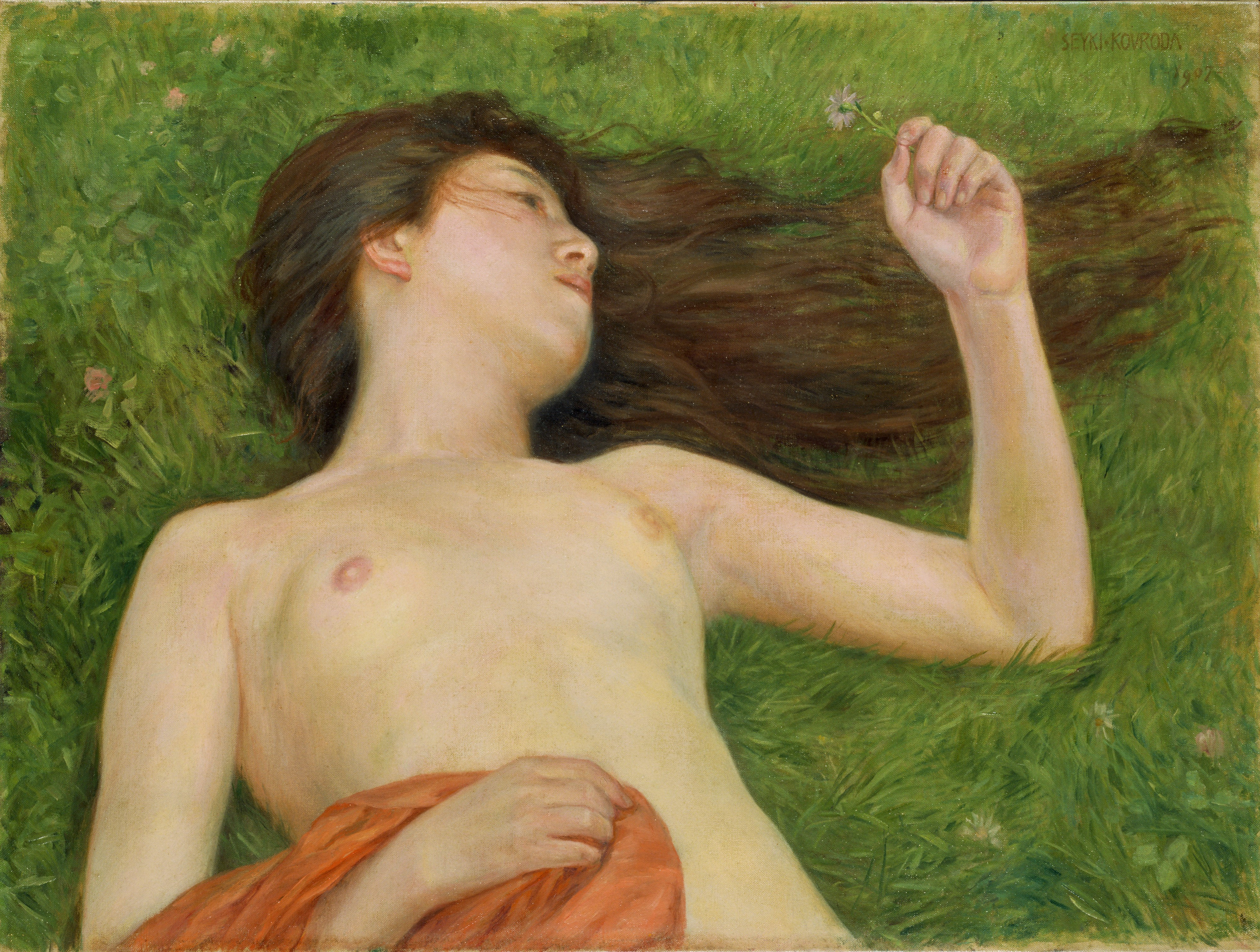
The Fields (Kuroda Seiki, 1907, Pola Museum of Art)

En 1891, en compagnie d’Ottilie Roederstein, Madeleine Smith étudie avec Raphaël Collin, dans son atelier 11, impasse du Maine, à l’Académie Vitti mais aussi dans son atelier de plein air à Fontenay-aux-Roses. Mais ce n’est qu’à partir de 1894 que Collin ainsi que Henner sont présentés sur les notices du Salon comme enseignants de Madeleine Smith. En 1892, Madeleine Smith figure sur une photo de classe de Raphaël Collin (Fondation des Artistes, 1892, inv.1721).
Deux tableaux de Raphaël Collin que Madeleine Smith a acheté se trouvent dans les collections de la Fondation des Artistes. Hamadryade (Raphaël Collin, Fondation des Artistes, inv. 1022) représentant une femme nue de face dans la nature et Le Sommeil (Raphaël Collin, 1892, Fondation des Artistes, inv. 893) qui représente une autre femme nue allongée dans l'herbe, présenté en 2020 dans l'exposition Connections, 150 years of modern art in Japan and France, du musée Pola d'Hakone au Japon. Collin a participé à la formation de nombreux peintres japonais comme Kuroda Seiki qui s'est largement inspiré du Sommeil pour en réaliser sa propre version, The Fields.
Madeleine Smith a également été influencée par Raphaël Collin. Dans Au Bord de l'étang (Madeleine Smith, 1912, Fondation des Artistes, inv. 162) et dans la Jeune Fille dans les branches (Madeleine Smith, 1933, Fondation des Artistes, inv. 169), elle retient de Collin les fonds végétaux brossés ainsi que le nu féminin.

### Développement de sa carrière

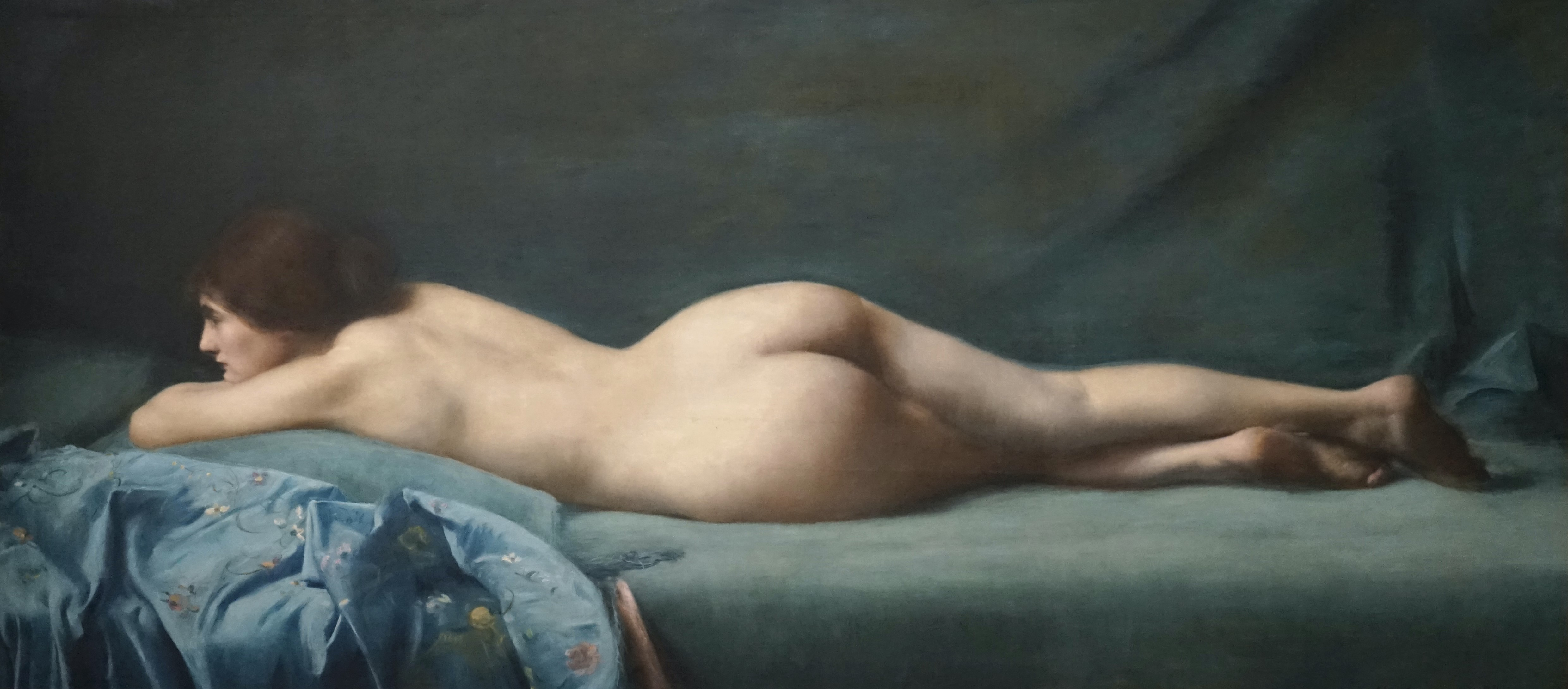
La Femme au Divan Bleu (Madeleine Smith, 1911, Fondation des Artistes, inv. 181)

La pratique de Madeleine Smith se diversifie dans les années 1895 où elle propose des œuvres allégoriques et à thématique religieuse ainsi que des scènes de genre. Dans les années 1910, elle commence à s'intéresser à la thématique du nu. Sa Femme au Divan Bleu (Madeleine Smith, 1911, Fondation des Artistes, inv. 181) obtient des nombreux éloges : 
Dans les années 1920, Madeleine Smith s'inspire de l'Art déco dont elle retranscrit le style dans ses nus et portraits. En effet, le Portrait de Madame C. (Madeleine Smith, 1927-1928, Fondation des Artistes, inv. 104) montre ce goût pour les années folles dans le décor ainsi que dans le costume de la jeune femme.
Madeleine Smith s’inspire aussi de ses voyages, notamment au Maghreb où elle a glané des influences orientalistes. Sur le Portrait d’une femme en costume oriental (Madeleine Smith, 1933, Fondation des Artistes, inv. 103), l'artiste reprend les parures et les costumes orientaux qu’elle a pu observer lors de son voyage avec sa sœur Jeanne Smith et son amie et professeure Ottilie Roederstein en 1913. La femme servant de modèle dans ce tableau est la même que celle représentée dans le Portrait de Madame C.

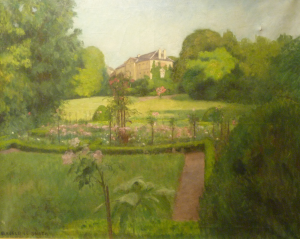
Vue du parc de Nogent et de sa roseraie (Madeleine Smith, Fondation des Artistes, inv. 102)

Sa pratique du genre du paysage est assez notable. Dans ses œuvres elle présente ses lieux de vie comme la vue de son balcon rue Michelet. Elle représente surtout le jardin du domaine de Nogent-sur-Marne. Dans la Vue du parc de Nogent et de sa roseraie (Madeleine Smith, Fondation des Artistes, inv. 102), le jardin donnant sur la maison est fleuri de rosiers, d'arbustes conifères taillés en coupole.

### Expositions et reconnaissances
Madeleine Smith a participé à tous les Salons de la Société des Artistes Français organisés entre 1889 et 1940. Elle y obtiendra une médaille de troisième classe en 1896 pour Deux Enfants dans l’herbe (Madeleine Smith, 1895).
Madeleine Smith a également présenté deux de ses œuvres à l’Exposition Universelle de Paris en 1900 où elle obtient une médaille de bronze pour son Portrait de Mlle J.S. et pour Eté.
Après une première exposition en 1891, Madeleine Smith retrouve l’Union des femmes peintres et sculpteurs, en 1909, après 18 ans d’absence. Elle expose ensuite de manière régulière à l'UFPS jusqu'en 1939, un an avant sa mort. Elle y recevra d'ailleurs le Prix de Figure en 1934 ainsi que le Premier Prix en 1936. L'UFPS lui organise une exposition monographique en 1933
Elle participe aussi à d'autres évènements comme l'exposition des Beaux-Arts de Saint-Germain-en-Laye en 1892 ou elle présente l'Enfant Malade.
Trois de ses œuvres seront présentées à titre posthume au Salon d’Hiver de 1941: 
- Portrait de l’artiste par elle-même
- Portrait de Pierre Champion
- Fleurs

#### Œuvres principales

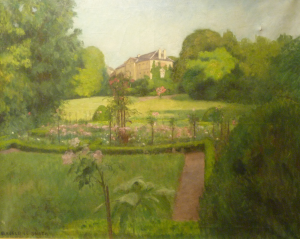
Vue du parc de Nogent et de sa roseraie (Madeleine Smith, Fondation des Artistes, inv. 102)
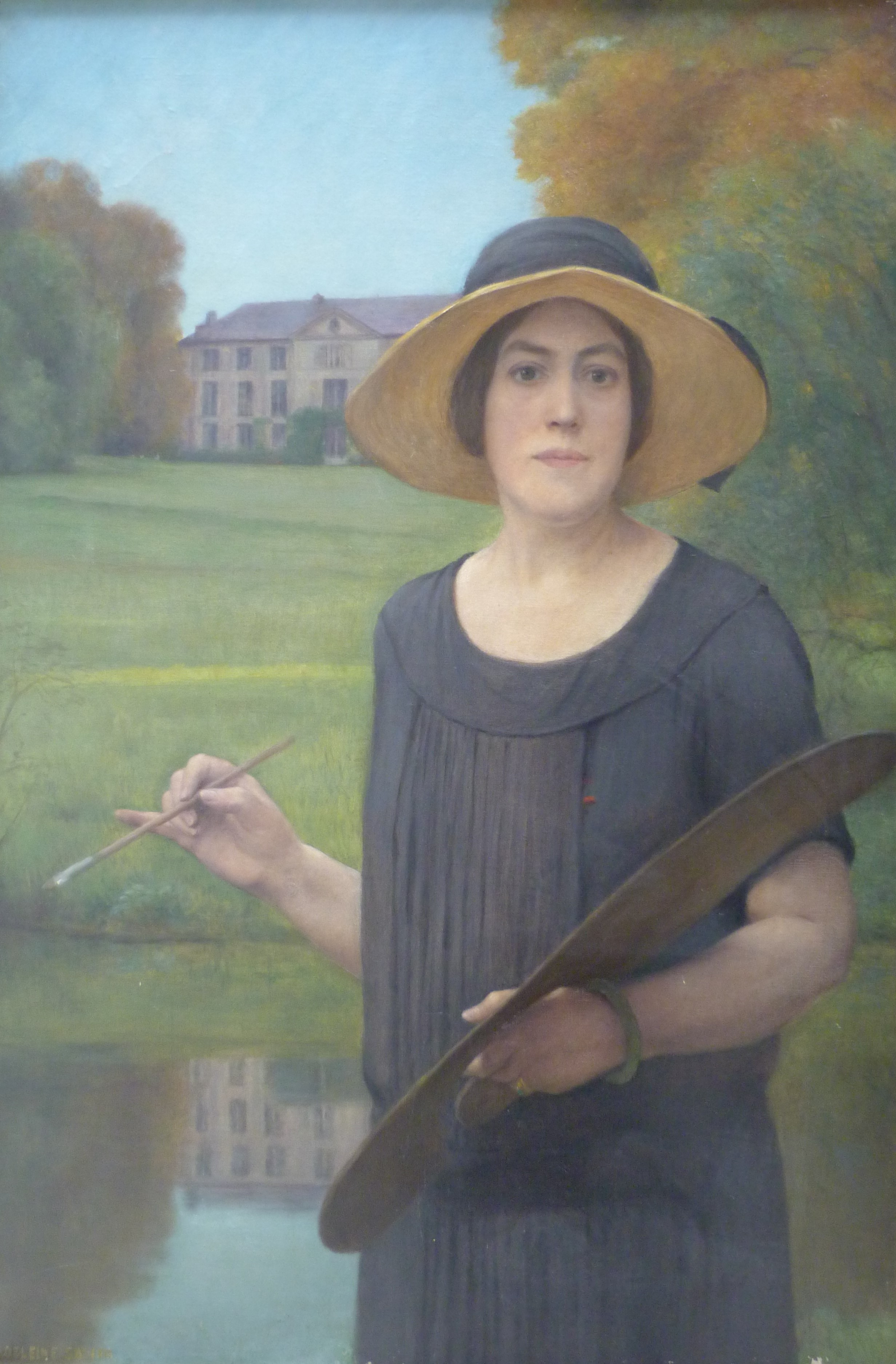
Dans mon jardin, (Madeleine Smith, 1927, Fondation des artistes, inv. 204)
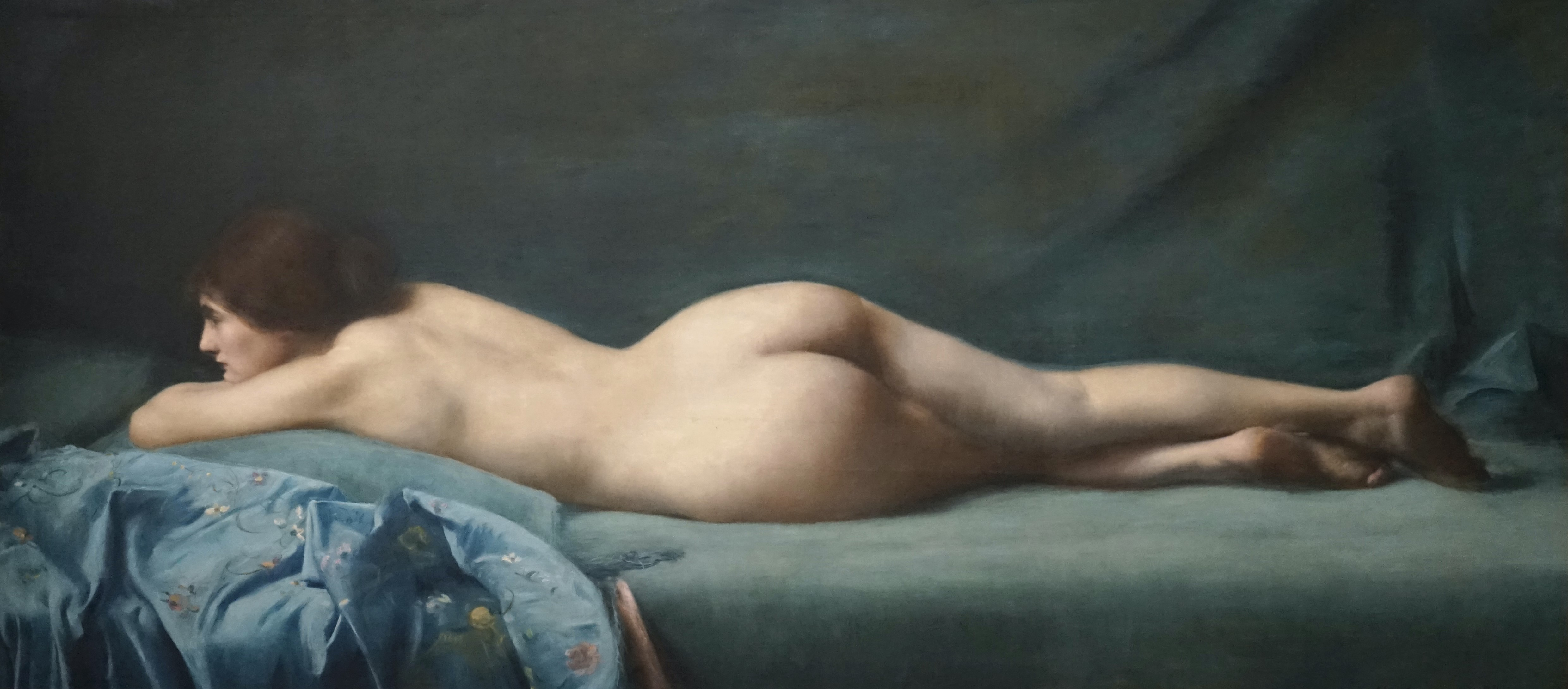
La Femme au divan bleu, (Madeleine Smith, 1911, Fondation des Artistes, inv. 181)
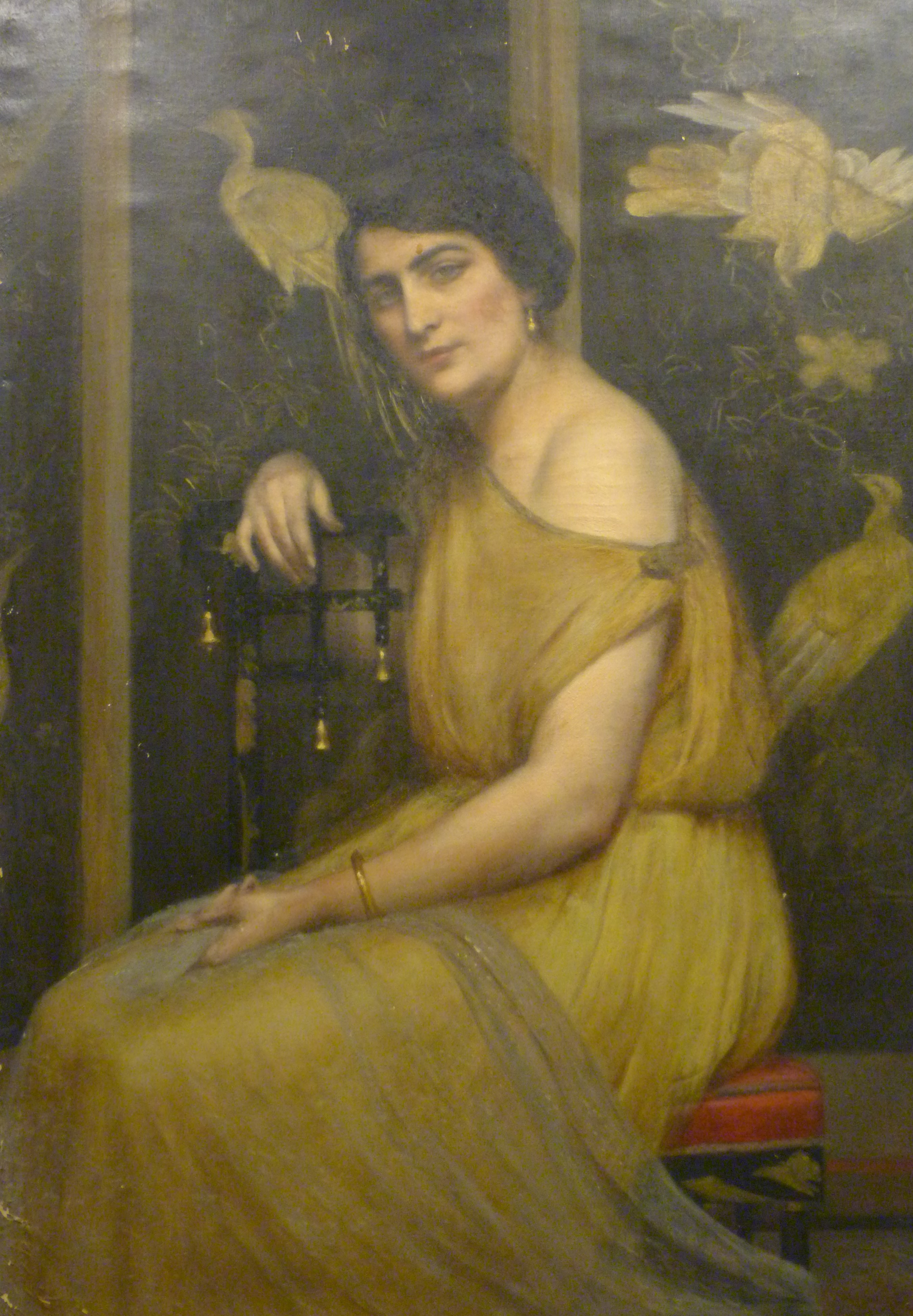
Portrait de Madame C.[36],(Madeleine Smith, 1927 ou 1928, Fondation des Artistes, inv. 104)
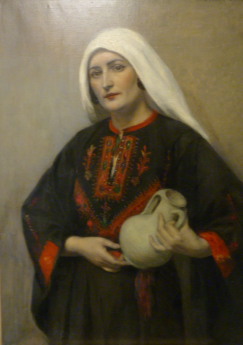
Portrait d’une femme en costume oriental (Madeleine Smith, 1933, Fondation des Artistes, inv. 103)
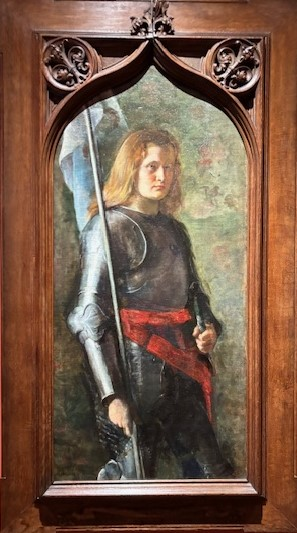
Jeanne D’Arc (Madeleine Smith, 1891, Fondation des Artistes, inv. 178)
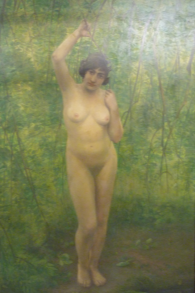
Jeune fille dans les branches, (Madeleine Smith, 1933, Fondation des Artistes, inv. 169)

#### Distinction
- Médaille de troisième classe du Salon des Artistes français de 1896 pour Deux Enfants dans l’Herbe.
- Médaille de bronze, Exposition universelle de 1900 à Paris
- 1934, Prix de Figure de l'UFPS[37]
- 1936, 1er prix de l’Union de l'UFPS[37]

#### Expositions auSalon des Artistes Français
- 1889, SAF, Petite marchande d’oranges et Portrait – pastel[38]
- 1890, SAF. La Marseillaise[39]
- 1891, SAF. Jeanne d’Arc (étude) et Communiante (pastel)[40]
- 1892, SAF. Portrait de Mlle J.-C… et L’enfant Malade[41]
- 1893, SAF. Portrait de Mme S… et Portrait de Mlle M. P…[42]
- 1894, SAF, Procession dans l’église, en Bretagne[43]
- 1895, SAF. Devant la Porte de l’Eglise ; – Bretagne et Portrait de Mlle V…[44]
- 1896, SAF. Judith et Ismaël[45]
- 1897, SAF. Au cimetière et Etude de jeune fille[46]
- 1898, SAF. Eté et Captive[47]
- 1899, SAF. Amour maternel et Portrait de Mlle J.S…[48]
- 1900, SAF. Le berceau vide[49]
- 1901. SAF. Enfant endormi et Portrait de Mlle J. S…[50]
- 1902, SAF. Religieuse[51]
- 1903. SAF Portrait de ma mère[52]
- 1904, SAF, Lecture[53]
- 1905, SAF. Attente et Portrait[54]
- 1906 SAF. Désespoir [55]
- 1907 SAF. Sommeil de l’enfant Jésus[56]
- 1908 SAF. Repos de la faneuse et Le jardin de Watteau à Nogent-sur-Marne[57]
- 1909 SAF. Portrait de M.P.C[58]
- 1910 SAF. Elégie[59]
- 1911 SAF. Femme au divan bleu[60]
- 1912 SAF. La femme au miroir et Au bord de l’étang [61]
- 1913 SAF. Après le bain[62]
- 1914 SAF. Portrait de jeune fille [63]
- 1920 SAF. La tombe retrouvée[64]
- 1921 SAF. Portrait de jeune femme[65]
- 1922 SAF. Femme au bain[66]
- 1923 SAF. Nonchalante[67]
- 1924 SAF. Fantaisie [68]
- 1925 SAF. Portrait de Mlle Régina C[69]
- 1927 SAF. Dans mon jardin portrait de l’auteur[70]
- 1928 SAF. Portrait [71]
- 1929 SAF. Intimité[72]
- 1930 SAF. Après le bain [73]
- 1931 SAF. Etude de jeune femme [74]
- 1932 SAF. Nonchalant et Dormeuse [75]
- 1933 SAF. Femme au divan rose et Jeune fille sous les branches[76]
- 1934 SAF. La double image[77]
- 1935 SAF. Nu[78]
- 1936 SAF. Etude en bleu, pastel[79]
- 1937 SAF. Rêveuse[80]
- 1938 SAF. Sommeil [81]
- 1939 SAF. Le modèle et La petite source[82]
- 1940 SAF. Nu [80]
- 1941. Salon d’hiver. Portrait de l’artiste par elle-même, portrait de Pierre Champion et Fleurs[83]

## Philanthropie, legs
En 1914, lorsque la Première Guerre Mondiale éclate, Madeleine Smith et sa sœur décident de transformer leur château en hôpital de guerre. Le château Smith-Champion devient alors l’hôpital auxiliaire n°73. Les deux sœurs vont le financer et s’y investir, en accueillant jusqu’à 70 blessés en même temps. Le 1er avril 1916, la visite du président Raymond Poincaré va marquer l’importance de la création de cet hôpital et l'engagement les femmes en temps de guerre. En 1920, Madeleine Smith est décorée de la Légion d’honneurpour son engagement lors de la Première Guerre Mondiale.
Afin de conserver l’entièreté de leur parc, et n’ayant pas d’héritier direct, les Smith s’engagent en 1909 à léguer leur domaine à l’État, tout en gardant l’usufruit jusqu’à leurs décès. Madeleine Smith, dans son testament de 1937, évoque sa volonté de voir le 14 rue Charles VII transformé en maison de retraite pour les artistes. En effet, elle souhaite léguer ses biens immobiliers à une fondation qui accompagnerait les artistes à la fin de leur vie : « Quant à la propriété de cinq hectares, 14 rue Charles VII, que je possède en indivision avec ma sœur et qu’elle habite, notre désir est qu’elle soit affectée à une maison de retraite pour des artistes et des écrivains des deux sexes. »
Le testament de Jeanne Smith confirme cette volonté. Outre le domaine de Nogent-sur-Marne, leur legs comprend la totalité des édifices acquis par la famille Smith, dont l’immeuble rue Michelet et l’hôtel particulier de la rue Ballu, acheté par Madeleine Smith en 1902. Madeleine Smith meurt le 18 avril 1940 et Jeanne Smith, le 18 mars 1943.
Ce legs traduit la philanthropie de la famille Smith-Lesouëf que les deux filles Smith ont voulu incarner à travers la création de la Fondation Smith-Champion. Ce legs sera fusionné par l'État en 1976 avec le legs de l’hôtel particulier du 11 rue Berryer à Paris offert par Adèle de Rothschild en 1922 pour créer la Fondation Nationale des Arts Graphiques et Plastiques, rebaptisée Fondation des Artistes. L'ensemble des collections de peinture léguées par Madeleine Smith sont conservées à la Fondation des Artistes, tout comme les photos de Jeanne.
La maison de Madeleine Smith au 16 rue Charles VII, accueille aujourd’hui la MABA, centre d’art contemporain géré par la Fondation des Artistes, tandis que la maison de Jeanne Smith, au 14 rue Charles VII, accueille depuis 1945, une maison de retraite maintenant EHPAD, la Maison nationale des artistes.